# Lindigia browni
Lindigia browni är en tvåvingeart som beskrevs av Charles Howard Curran 1947. Lindigia browni ingår i släktet Lindigia och familjen parasitflugor.
Artens utbredningsområde är Ecuador. Inga underarter finns listade i Catalogue of Life.